# Serra d'All
La Serra d'All és una serra situada entre els municipis de Ger i d'Isòvol, a la comarca de la Baixa Cerdanya, amb una elevació màxima de 1.200 metres.